# جامعة غراتس
جامعة غراتس أو جامعة كارل فرانتس في غراتس (بالألمانية: Karl-Franzens-Universität Graz) هي جامعة نمساوية مقرها مدينة غراتس بولاية شتايرمارك في جنوب شرق النمسا، وهي ثاني أكبر وأقدم جامعات النمسا، وأقدم جامعة في مدينة غراتس على الإطلاق.

## تاريخ الجامعة
تأسست جامعة غراتس سنة 1585 على يد الأرشيدوق كارل الثاني أرشيدوق النمسا، وظلت لفترة طويلة من تاريخها تحت سيطرة الكنيسة الكاثوليكية، حتى أغلقها الإمبراطور يوسف الثاني سنة 1782 في محاولة منه لبسط سيطرة الدولة على المؤسسات التعليمية، وحولها إلى مدرسة لتخريج الموظفين الحكوميين والأطباء. وفي سنة 1827 أعاد الإمبراطور فرانتس الأول تأسيسها، وبذلك اكتسبت اسم «جامعة كارل فرانتس».

## الدراسة
ينتظم في الجامعة حاليًا ما يربو على 22 ألف طالب. والجامعة عضو في كل من مجموعة كويمبرا وشبكة أوترخت للجامعات.

## كليات الجامعة

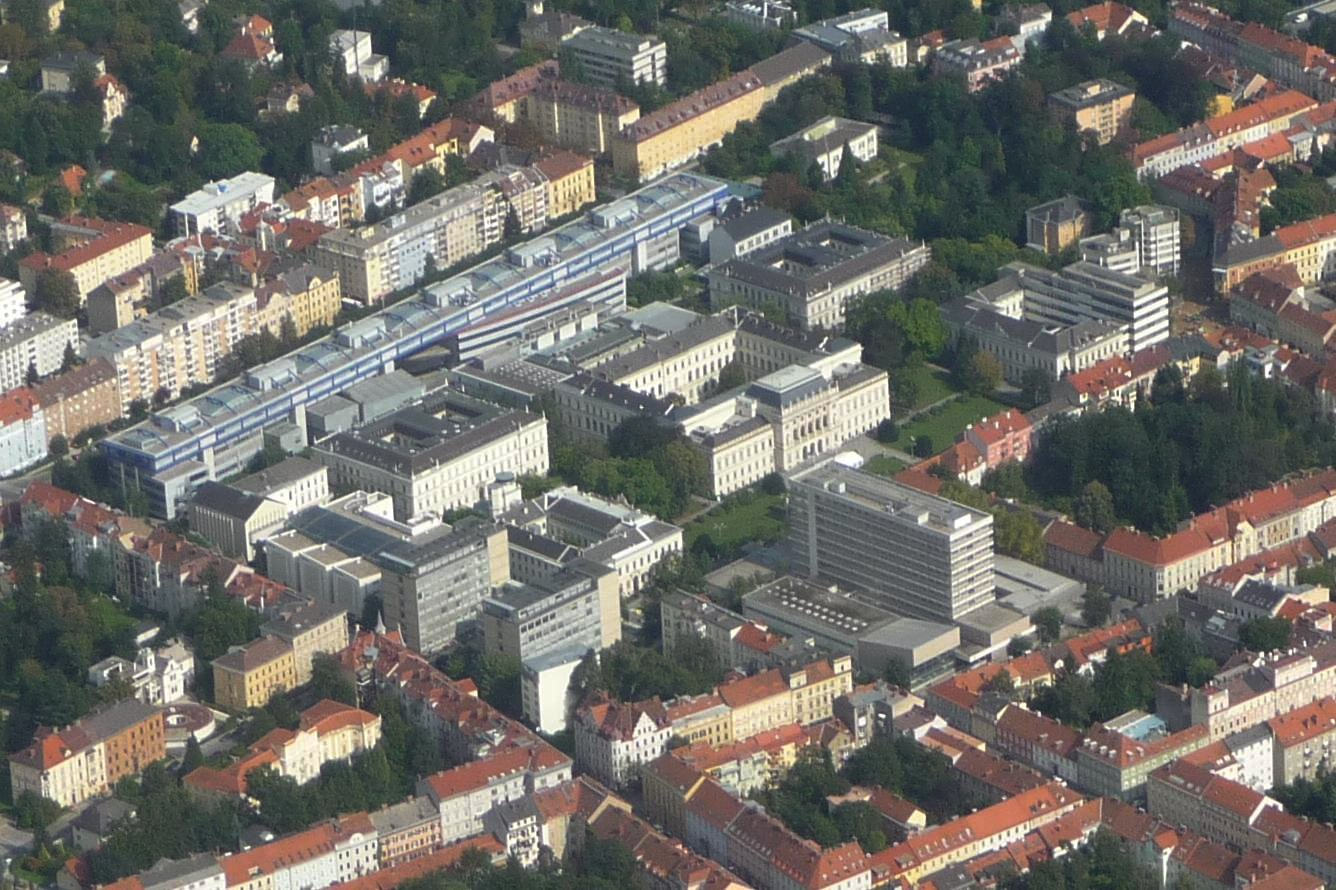
منظر جوي للحرم الجامعي الرئيس بجامعة غراتس

تنقسم جامعة غراتس حاليًا إلى 6 كليات بعد أن فُصلت منها كليتا الطب والهندسة منذ سنوات وتحولت إلى جامعات مستقلة. والكليات المتبقية في جامعة غراتس هي:
- كلية الفنون والإنسانيات
- كلية القانون
- كلية العلوم الطبيعية
- كلية العلوم الاجتماعية والاقتصادية
- كلية العلوم البيئية والإقليمية والتربية
- كلية اللاهوت الكاثوليكية

## من مشاهير أساتذة وخريجي الجامعة

### حاصلون على جائزة نوبل
- فالتر نيرنست: حاصل على جائزة نوبل في الكيمياء عام 1920، كان طالبًا بجامعة غراتس سنة 1886.
- فريتز بريغل: حاصل على جائزة نوبل في الكيمياء عام 1923، عمل بجامعة غراتس بين عامي 1913 و1930.
- يوليوس فاغنر فون ياورغ: حاصل على جائزة نوبل في الطب عام 1927، عمل بجامعة غراتس بين عامي 1889 و1893.
- إرفين شرودنغر: فيزيائي نمساوي حصل على جائزة نوبل في الفيزياء عام 1933. عمل مستشارًا لجامعة غراتس لفترة وجيزة سنة 1936.
- أوتو لوفي: عالِم أدوية حاصل على جائزة نوبل في الطب سنة 1936، عمل أستاذًا بجامعة غراتس بين عامي 1909 و1938.
- فيكتور هس: فيزيائي نمساوي أمريكي حاصل على جائزة نوبل في الفيزياء عام 1936، تخرج في جامعة غراتس ودرّس بها بين عامي 1920 و1931 وعامي 1937 و1938.
- جرتي كوري: حاصلة على جائزة نوبل في الطب عام 1947، كانت في جامعة غراتس قبل عام 1922.
- إيفو أندريتش: حاصل على جائزة نوبل في الأدب عام 1961، حصل على درجة الدكتوراه من جامعة غراتس سنة 1924.
- كارل فون فريش: حاصل على جائزة نوبل في الطب سنة 1973، عمل بجامعة غراتس بين عامي 1946 و1950.

### آخرون
- لودفيغ بولتزمان: كان أستاذًا بجامعة غراتس لفترتين، بين عامي 1869 و1873 وبين عامي 1876 و1890، وهناك وضع نظريته الإحصائية للحرارة.
- ليوبولد فون زاخر مازوخ: صحفي وأديب نمساوي أوكراني.
- حاتم بن سالم (1956 ـ ): دبلوماسي ووزير تونسي سابق، عمل أستاذًا بالجامعة.

## وصلات خارجية
- الموقع الرسمي للجامعة